# الاتحاد المصري لألعاب القوى
الاتحاد المصري لألعاب القوى (بالإنجليزية: Egyptian Athletic Federation)‏، هو الهيئة الحاكمة لرياضة ألعاب القوى في مصر. وهي عضو في الاتحاد الأفريقي لألعاب القوى والاتحاد الدولي لألعاب القوى. تأسس الاتحاد في عام 1910. ومقره حاليًا في مبنى اتحادات الرياضة، مدينة نصر، القاهرة.

## وصلات خارجية
- الموقع الرسمي